# 1838-as pesti árvíz
Az 1838-as pesti árvíz március 13. és március 18. között okozott súlyos pusztítást, főleg a mai Budapest pesti oldalán. Az árvíz szintjét és tetőzésének dátumát számos emléktábla jelzi több,  a mai belső kerületekben lévő épületen.

## Előzményei
1838. január elején, a Duna felső szakaszán a nagy mennyiségű lehullott csapadék, valamint az enyhébb időjárás következtében Buda egy része és a alsó szakaszon sorakozó partmenti települések néhány napra víz alá kerültek. A nagymértékű esővel és havazással járó időszakról a Jelenkor így tudósított: „Postáinkat az iszonyú hófuvatagok egészen elakaszták; különösen a’ január 13 ’s 14iki bécsi posta, ’s vele külföldi lapjaink, még máig sem érkeztek meg. Legjáratlanabb az ut mint halljuk Buda és Vörösvár közt […].”
Március elején Bécsnél és Pozsonynál kezdetét vette az olvadás, a Duna zajlani kezdett. A Pest és Buda közötti szakaszon a meder meglehetősen elfajult volt. A sekély medrű, szétágazó, zátonyokkal és szigetekkel teli Dunán az árhullám és a jég csak lassan tudott levonulni. A sekélyebb részeken jégdugók alakultak ki, a jég rövid idő alatt feltorlódott és a folyamot visszaduzzasztotta.
Pestet az 1775-ös árvíz után védőgáttal vették körbe, ám Budán erre nem került sor. 1775 után többekben is felmerült a Duna szabályzásának gondolata, a legfőbb szószóló Vásárhelyi Pál volt, aki egy, az Athenaeumban megjelent cikksorozatban 1838. március elején egy, az 1775. évinél nagyobb árhullám levonulását jósolta meg. Legfőbb okként a rendezetlen mederben kialakuló jégdugókat nevezte meg.

## Az árvíz
A korabeli adatok szerint - a rakpartok és a folyamszabályozáshoz kapcsolódó árvízvédelmi rendszer fővárosi védműveinek kiépítése előtti korban - a medréből kilépő Duna 929 cm-en tetőző legmagasabb vízállást ért el. (Ezt azóta csak a 2013 júniusi budapesti 891 cm-es vízszint közelítette meg.)
Az árvíz első napjáról báró Wesselényi Miklós – aki a mentésben később maga is részt vett, a következőket jegyezte fel: „Március 13-án … öt órakor újra megindult (a jég) s nemsokára tornyosulni kezdett, valamint törni és forrni a jégtömegeket duzzadva emelő s újra szétzúzó hatalma a dühöngeni készülő Dunának. A víz partjain már túllépett, a bőszült folyam a váci töltést már átszakította, de a jég folyvást haladván, a nézők csoportja s majd minden azt hitte, hogy mérgét már kiöntötte. Ezen reményben színházba mentem, s még nem vala vége a darabnak, midőn híre futamodott, hogy a víz már a városban van”
Először a belváros alacsonyabban fekvő területeit öntötte el a víz, a mai Váci utca és Deák Ferenc utca környékét, a váci gát átszakadása után – mely a mai Lehel tér környékén húzódott – észak felől is megindult az ár a város irányába. Március 14-én a déli soroksári gát is átszakadt. A víztömeg térnyerése miatt a vízszint ugyan átmenetileg csökkenni kezdett, ám a Csepel-szigetnél feltorlódott jég miatt ismét megemelkedett. A Duna felső szakaszán az enyhe idő okozta olvadás miatt újabb vízszintnövekedés következett.
Wesselényi Miklós így írt az árvíz második napjáról: „Már ekkor kezdettek a házak omlani s düledezni. Ezeknek ropogása, rohanása, a víz közt emelkedő porfellegek, a rémítő sikoltás, sírás, ordítás borzasztó képét mutatta a duló enyészetnek.”

## A mentés

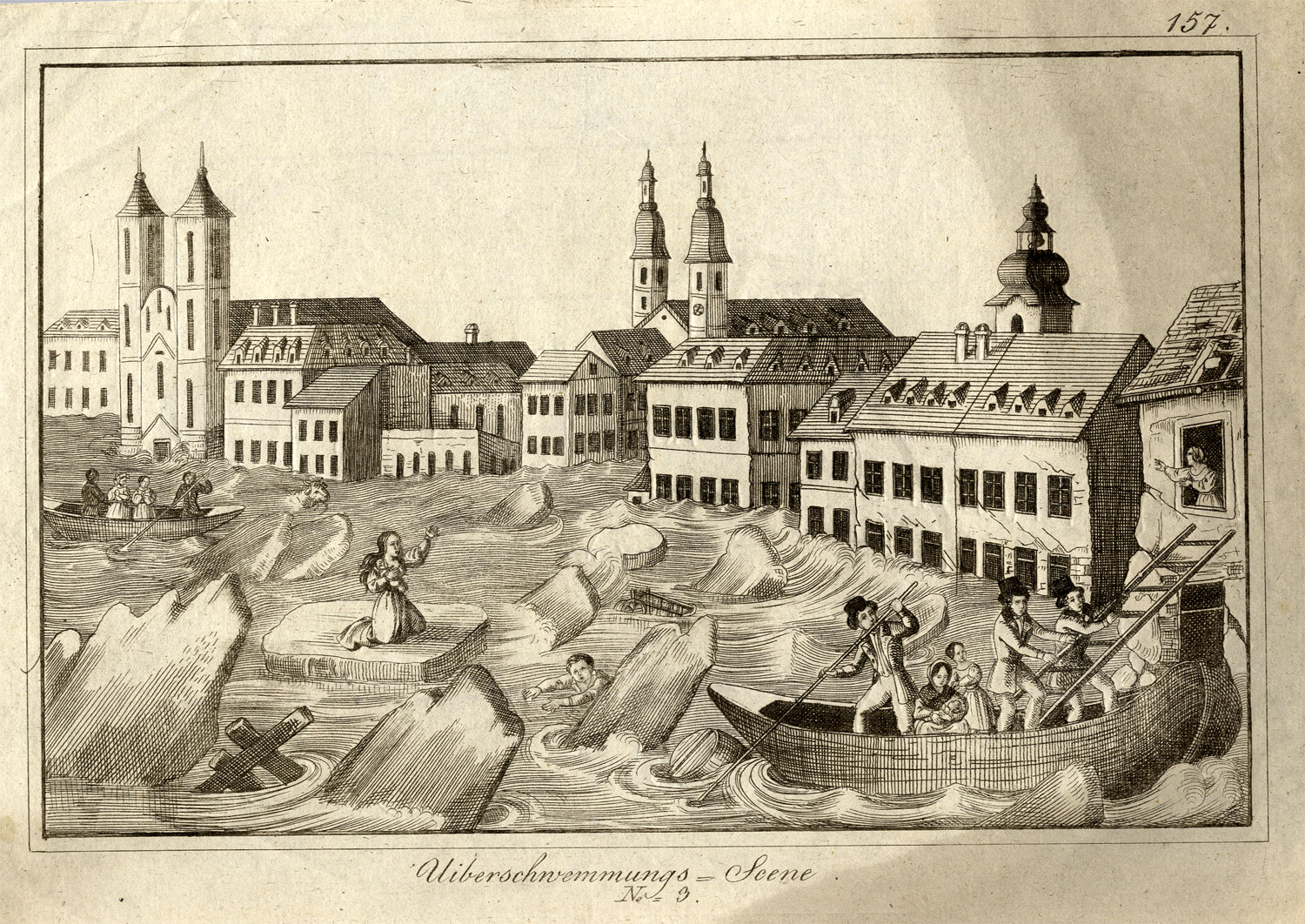
Korabeli metszet a mentésről

A mentés csak március 14-én indult meg, mivel a lakosság és a városvezetés a megerősített védtöltésekben bízva nem számított ilyen mértékű árvízre. A töltések magassága elérte az addigi legnagyobb, 1775-ös árvíz szintjét. A gátak azonban a nyomást nem bírván átszakadtak. József nádor árvízi királyi biztosnak Lónyay Jánost nevezte ki.
Csónakokkal mentették a lakosságot, igyekeztek az erősebb házak emeleteire, padlásaira, vagy a magasabban fekvő külvárosi házakba menekíteni őket. Mintegy ötvenezer ember veszítette el hajlékát. A mai Ludovika téren álló Ludoviceum, a mai Magyar Természettudományi Múzeum, akkor új épületében tízezer menekült kapott szállást. Az erősebb szerkezetű belvárosi templomok, rendházak is hamar megteltek menekültekkel, mint pl. a Deák téri evangélikus templom vagy a ferenciek terei ferences templom.
A legnagyobb hírnévre az árvíz alatti erőfeszítéseiért Wesselényi tett szert, de sokan mások is helytálltak. Ezért nyert pesti díszpolgári címet például Landerer Lajos nyomdász.

## A pusztítás

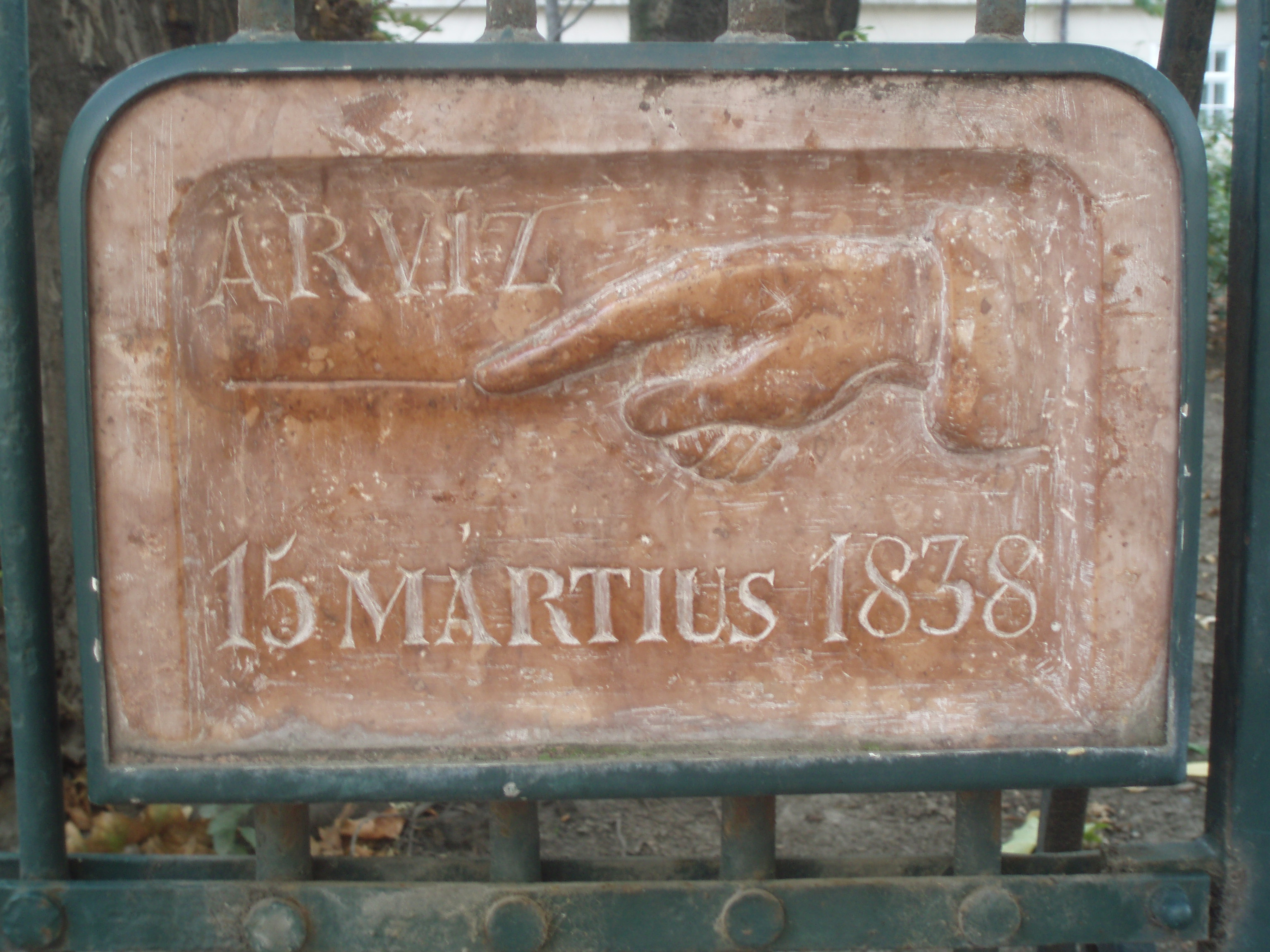
Az árvíz szintjét jelző tábla a Nemzeti Múzeum kerítésén a Bródy Sándor utcában

A Duna március 15-i tetőzéskor a mai Nagykörút mentén volt a legmagasabb a víz, ugyanis itt húzódott a Dunának egy korábban feltöltődött ága, ami miatt ez a rész (Rákos-árok) a többi városrésznél alacsonyabb volt. A Józsefváros, a Ferencváros és a Terézváros alacsonyabb területeit két méternyi víz borította; a legnagyobb vízmélységet, 2,6 métert, a Ferencvárosban mérték.
Korabeli adatok tanúsága szerint az áradás összesen 2281 házat pusztított el a pesti oldalon, 827-et súlyosan megrongált és 1146 maradt meg épségben. A budai oldalon a kár jóval kisebb mértékű volt, ugyanis a házak túlnyomó része magaslatra épült, így a víz nem érte el azokat. Budán összesen 204 ház omlott össze, 262 rongálódott meg súlyosan, valamint 2023 maradt épen. Körülbelül 50-60 ezer ember vált hajléktalanná, többségükben pesti lakosok, 22 ezren pedig mindenüket elveszítették.
A kereskedőknek a március 19-i, József napi vásárra felhalmozott árukészlete tönkrement, ez súlyos veszteséget jelentett számukra.
A Duna magyarországi szakaszán összesen 10 ezer ház semmisült meg, körülbelül 4 ezer megsérült. Becslések szerint a kár 14 és 70 millió forint között lehetett. A 153 halálos áldozatból 151 pesti volt.

## Az újjáépítés – adakozás

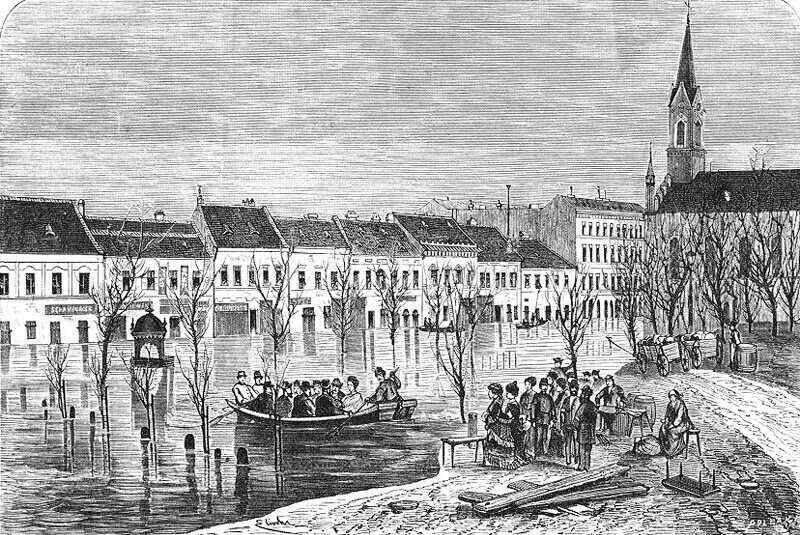
Az 1876 telén következett az újabb jeges árhullám, amely március 9-én tetőzött Budapestnél, ami főként Budán és Óbudán okozott károkat, az alacsony rakpart miatt, míg a pesti oldalra be sem tört a víz

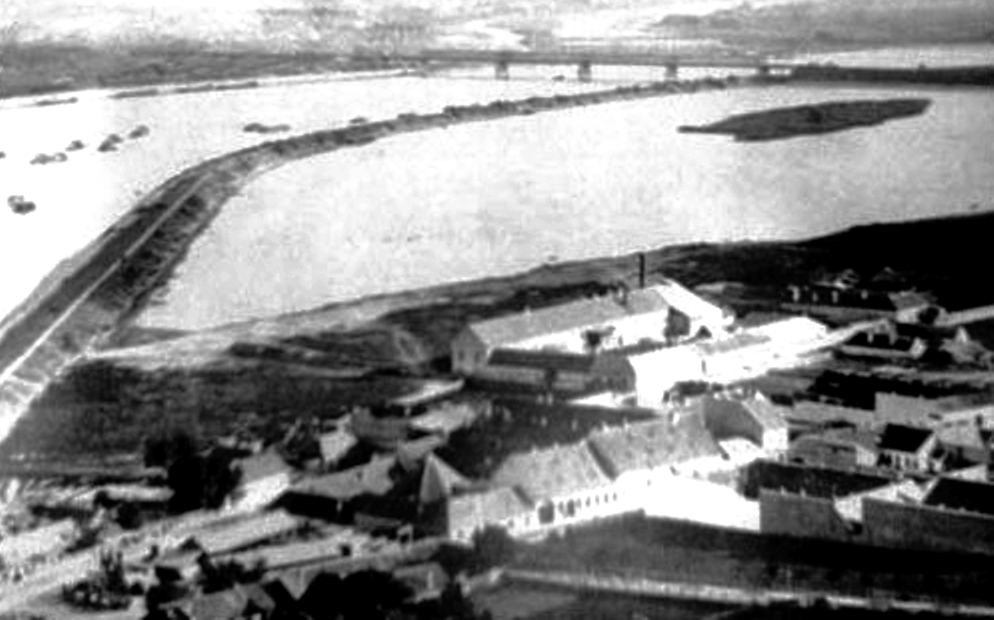
A Kopaszi párhuzamművel leválasztott Lágymányosi-tó 1880 körül

Amikor Liszt Ferenc értesült a pesti árvízről, elhatározta, hogy Bécsbe utazik és koncertet ad az árvíz károsultjai javára. Ott összesen nyolc koncertet adott, ezek bevételéből 24 ezer forintot (mások szerint a csak az első koncert bevételeit szánta a károsodottaknak, 1700 forintot) utalt át az árvíz áldozatainak.
Az árhullám levonulta után a József nádor által vezetett Szépítő Bizottság úgy rendelkezett, hogy senki sem foghat bele az építkezésbe, amíg a kárt fel nem mérik, és szakmai javaslat nem készül az újjáépítésre. Célként nem csupán a jövőben előfordulható árvízkárok csökkentése, hanem Bécset alapul véve egy modern, szellősebben beépített város létrehozását tervezték a romok helyén.
Az újjáépítés a Szépítő Bizottság szigorú irányelvei szerint indult meg. Megtiltották az árvíznek ellenállni alig tudó vályog használatát, ezt ezután csupán támpillérek közötti fal kitöltésére lehetett használni, és csak a legmagasabb árvízszint fölött. Előírták a falak vastagságát, a belmagasságot, valamint a házalap mélységét is. Az árvízszintnél mélyebb udvarokat föl kellett tölteni. A rendelkezések betartása érdekében a városban szintjelző táblákat helyeztek el.
Az építkezéseket ezentúl csakis hivatalosan engedélyezett tervrajz alapján lehetett elkezdeni. Az árvizet követő építkezések átformálták a város képét, ekkor születtek például Hild József legjelentősebb alkotásai. Gróf Károlyi István az árvíz után kedvezményekkel ösztönözte a letelepedést a Duna melletti északi területen: 1840-ben megszületett Újpest község, amely gyorsan új városrésszé fejlődött.
Még 1838-ban helyreállították és megerősítették a kezdetleges védőtöltéseket, azonban a Duna medrének végleges rendezésére még évtizedeket várni kellett. A pest-budai Duna-szakasz rendezésére kiírt pályázatra nem érkeztek megfelelő színvonalú tervek. Az 1839-1840 között tartott országgyűlési időszakban tárgyalták a magyarországi folyók szabályozásának ügyét, ennek köszönhetően született törvény az ezen irányú szükséges munkálatok vizsgálatára. A különböző érdekeket képviselő csoportok közötti viták elhúzódtak, érdemi előrelépés a belvárosi partszakaszon az 1860-as évekig nem történt, a Duna-Gőzhajózási Társaság beruházásában a Lánchíd két oldalán 1853-1859 között elsőként megépült, kétszer 345 méter hosszúságú partfalon kívül.
A Széchenyi lánchíd pesti hídfőjének partfala és a Belgrád rakpart után, az 1870. évi X. törvénycikk alapján a Duna belvárosi szakaszán mindkét oldalon kiépültek a rakpartok, a későbbi évtizedekben pedig a folyamszabályozáshoz kapcsolódó árvízvédelmi rendszer fővárosi védművei. Az 1860-as évektől Pest városa, az 1867-es kiegyezést követően az állam támogatásával kapott lendületet, majd az 1873-as egyesülést követően Budapest vezetése folytatta a munkálatokat.
1870-ben készültek el az új folyamszabályozási tervek, az országgyűlés 1872-ben döntött a munkálatok megkezdéséről. A Gellért-hegytől délre húzódó töltéspart, a Kopaszi-gát őse, a 3 km hosszú Kopaszi párhuzammű 1870-1876 között épült: ez választotta le a hegy alatti szakaszon kiszélesedő Dunáról a Lágymányosi-tó területét. A pesti oldalon pedig elzárták a soroksári Duna-ágat. Így megszüntették a legveszélyesebb jégtorlat-képződési helyet. A Margit-híd építésével közel azonos időben a folyam belvárosi szakaszán mindkét oldalon beszűkítették medret és kiépítették a partfalakat.
1876 telén következett az újabb jeges árhullám, amely március 9-én tetőzött Budapestnél. A jég lejjebb, Ercsinél és Budafoknál torlódott fel, az így felduzzadt Duna főként Budán és Óbudán okozott károkat, az akkor még alacsonyabb part miatt, míg a kész pesti oldalra be sem tört a víz.

## Budapesti emléktáblák és árvízszintjelző táblák

### II. kerület
- Bem József tér 3.

### III. kerület
- Lajos u. 18-20.

### V. kerület

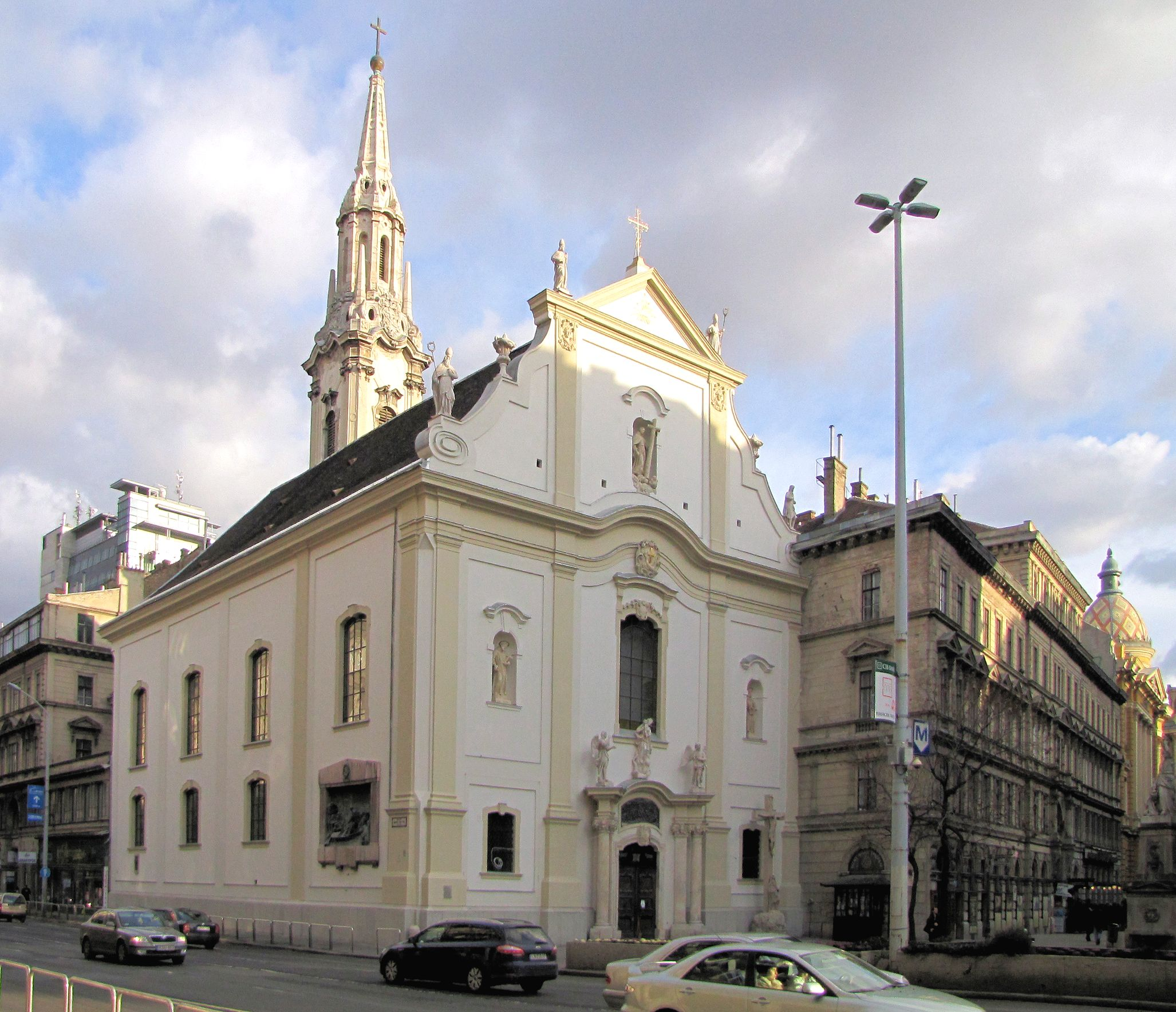
Az 1838-as pesti árvíz emléktáblája a belvárosi ferences templom oldalfalán van elhelyezve

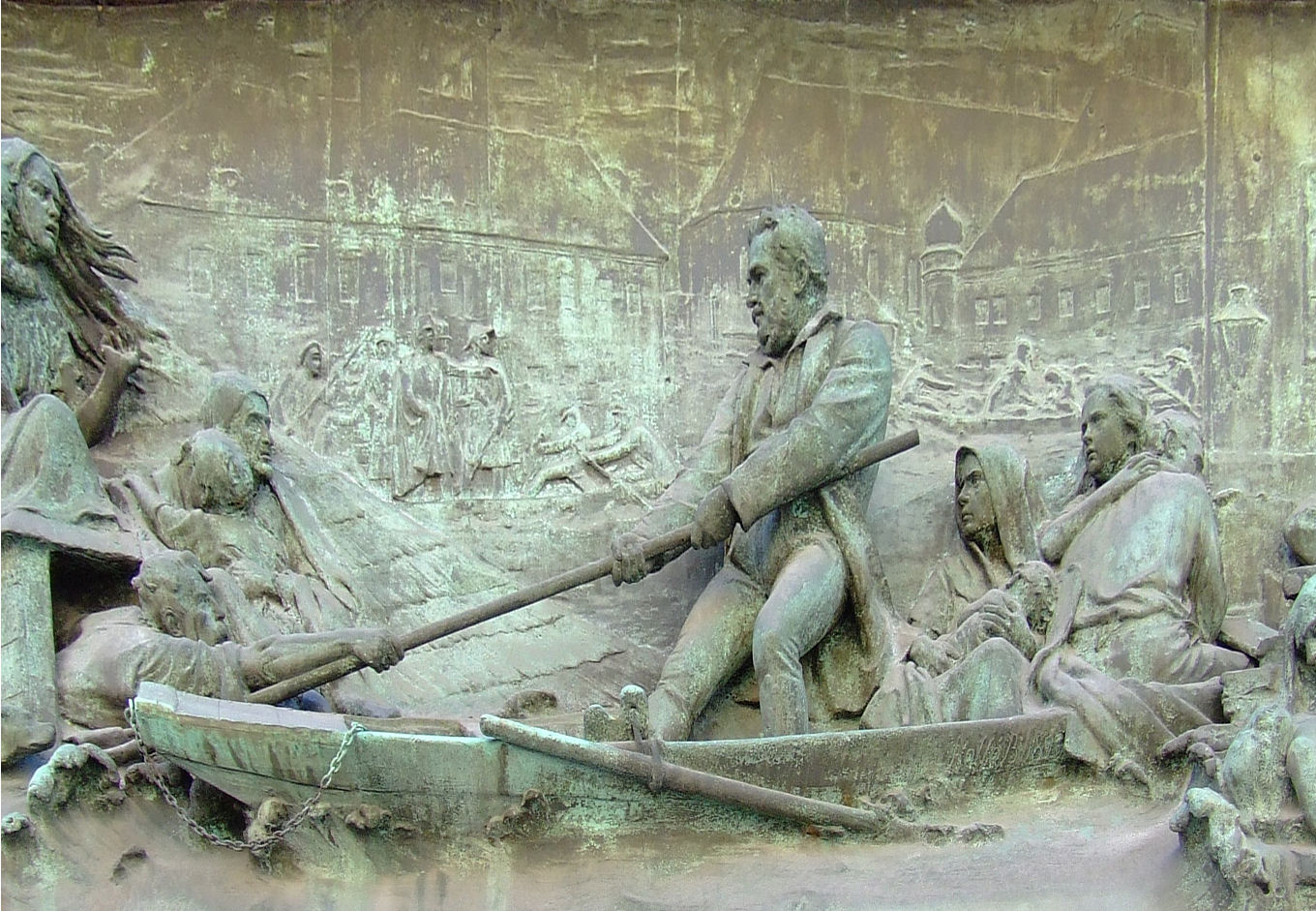
Az árvízi hajóst mentés közben ábrázoló dombormű. Holló Barnabás alkotása (1900)

- A pesti ferences templom Kossuth Lajos utcai oldalfalán látható báró Wesselényi Miklós, az „árvízi hajós” nagy méretű, domborműves emléktáblája, Holló Barnabás műve.
- Apáczai Csere János utca 7.
- Pesti Barnabás utca 2., Százéves Étterem falán
- Szerb utca 4., Szerb Ortodox templom falán
- Szerb utca 23., Centenáriumi emléktábla
- Veres Pálné utca 29.
- Váci utca 47., Szt. Mihály (angolkisasszonyok) templom, a kórustér alatt

### VI. kerület

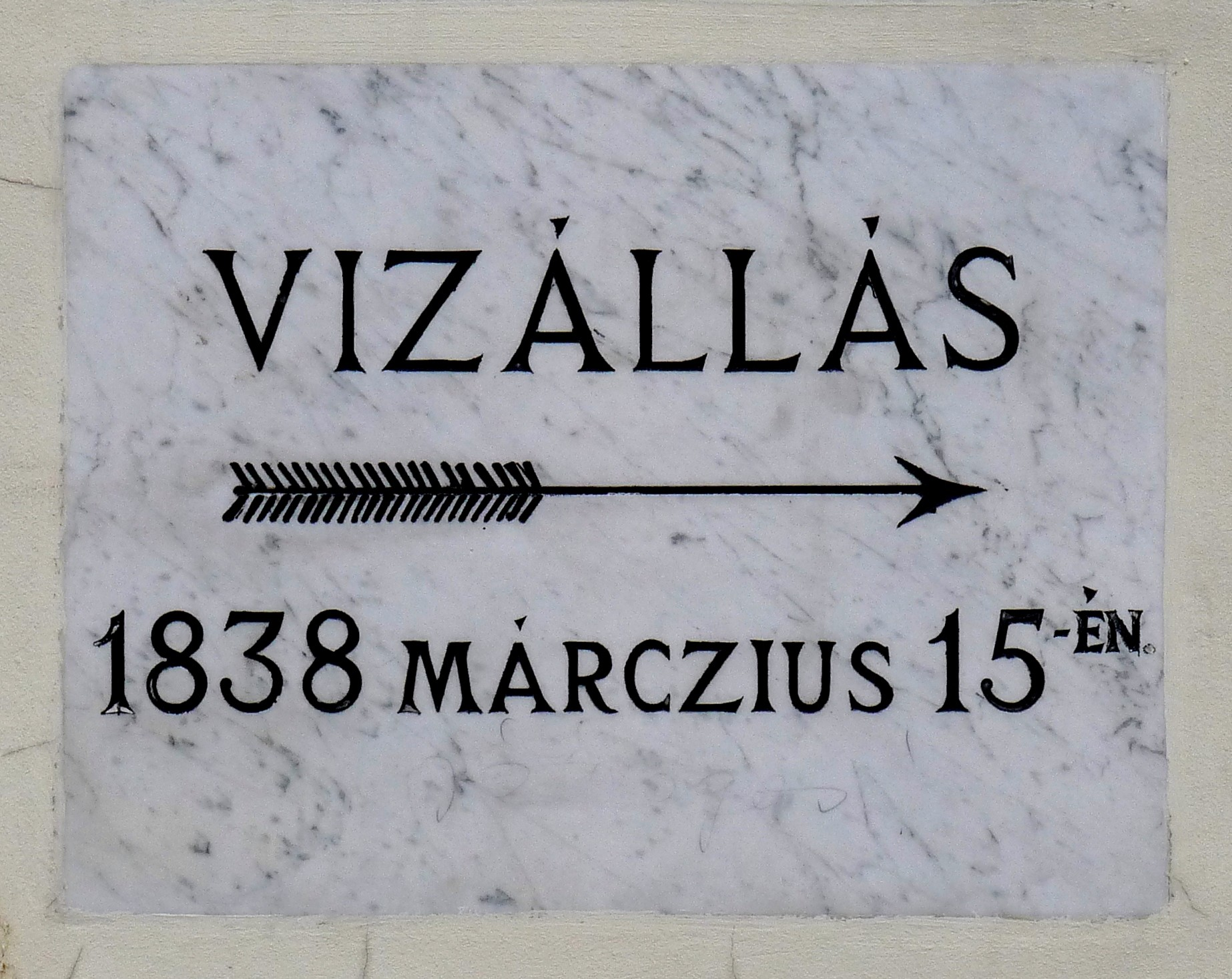
Az 1838-as pesti árvíz szintjét mutató emléktábla a Szent Rókus-kápolna falán. Budapest VIII. ker., Gyulai Pál utca 2.

- Dessewffy utca 8-10. lakóház Dessewffy utcai falán

### VIII. kerület
- A Magyar Nemzeti Múzeum kerítése, Bródy S. u.
- A Szent Rókus-kápolna és kórház falán Gyulai Pál utca 2.
- Horváth Mihály tér, Szt. József Plébániatemplom, bent a templomban
- Rákóczi út 41., 150 éves évforduló emlékére, Vízügyi Igazgatóság kapuja mellett
- A Magyar Természettudományi Múzeum (Ludovika tér, az egykori Ludovika) főbejáratánál.

### IX. kerület
- Kinizsi utca 31. (bent a lépcsőházban)
- Viola utca 31-33.